# Camillo Romanino
Camillo Romanino (Verdun, 15 giugno 1803 – Parigi, 2 settembre 1863) è stato un flautista italiano.

## Biografia
Nato da genitori italiani fu, dal 1824 insieme a Efisio Pane, primo flauto della Cappella Ducale di Torino e successivamente Primo Flauto alla Corte di S.M. il Re di Sardegna socio d'onore e vice Direttore dell'Orchestra dell'Accademia filarmonica di Torino.
È il fondatore della scuola flautistica piemontese.

## Catalogo

### Composizioni originali
3 Grands Duos concertans pour deux Flûtes : Op. 7
Romance suivie d'un Rondeau pour Flûte, Clarinette et Piano : Op. 33
Capriccio sopra un tema originale per Flauto con accompagnamento di Pianoforte : Op. 62
Reminiscenze di Paganini Il Carnevale di Venezia : per flauto con accomp.to di pianoforte : op. 71
Melodie caratteristiche per Flauto con accompagnamento di Pianoforte : Op. 115
Serenade per due violini, viola, flauto, clarinetto, violoncello e contrabbasso
Variazioni per flauto con accomp.to di pianoforte
Il canto del calvario elegia per violino e pianoforte
Boule de neige polka pour piano / arrangée par C. Romanino

### Trascrizioni e fantasie d'opera
Aria variata nell'opera Anna Bolena : per flauto con accomp.to di pianoforte, op. 44
Variazioni per flauto Sopra il Tema ‘Oh cara memoria’ del M.o Caraffa : Op. 51
2 divertimenti per pianoforte e flauto : sopra alcuni temi dell'opera Nabucodonosor del m.o Verdi / composti da
Camillo Romanino, op. 60 e 61
Duetto concertante per due flauti o flauto e violoncello con accomp. Di Pianoforte supra un tema della Semiramide di Rossini , op. 68
Linda di Chamounix, fantasia per flauto con accomp.to di pianoforte, op. 70
Divertimento per flauto e piano-forte sull'opera Attila del m.o Gius.pe Verdi : op. 72
Duetto concertante per violino e piano-forte sull'opera Attila del maestro Giuseppe Verdi : op. 73
Fantasia concertata per flauto e pianoforte sopra motivi favoriti dell'opera Macbeth di Gius. Verdi : op. 74
Reminiscenze sull'opera I masnadieri del m.o Verdi per flauto e piano-forte : op. 75
Fantasia concertante per piano-forte e violino sull'opera I due Foscari : op. 76
La muta di Portici, divertimento brillante e facile per violino e piano-forte : op. 88
Duetto concertante di stile facile per flauto e pianoforte sopra vari motivi dell'opera La muta di Portici : op. 89
Fantaisie sur la Straniera pour flûte avec accomp.t de pianoforte
Luisa Miller del M° Verdi : Fantasia per flauto o violino e pianoforte concertante
Variazioni per flauto con accomp.to di piano-forte sull'aria ‘Alla gioja ed al piacer’ del m.ro Bellini

### Lavori didattici
Sei Grandi Studj in forma di Suonate per Flauto con accompagnamento di Basso numerato : Op. 63 / composti... da Camillo Romanino Primo Flauto alla Corte di S.M. il Re di Sardegna socio d'onore e vice Direttore dell'Orchestra dell'Accademia filarmonica di Torino
20 Studi progressivi dilettevoli per Flauto : Op. 114
3 duetti di stile facile per due flauti che servono d'introduzione all'op. 7.ma
18 preludii per il flauto
Studio a foggia di preludio,  Per il Violino
Studio Piacevole per il Violino
Metodo per Flauto / composto da Camillo Romanino, professore alla Cappella di S.M. il re di Sardegna
18 esercizi per il flauto / composti da Camillo Romanino professore alla camera e cappella di s. m. il re di Sardegna
Metodo per flauto - Torino : Giudici e Strada, [tra 1859 e 1865]